# Vlajka Východního Timoru

Východotimorská vlajka
Poměr stran: 1:2

Vlajka Východního Timoru je tvořena červeným listem o poměru stran 1:2 (ústava však poměr stran neurčuje), s černým žerďovým klínem s vrcholem v první třetině délky listu, překrývajícím žlutý žerďový klín s vrcholem ve středu listu. V černém klínu je bílá, pěticípá hvězda, směřující jedním cípem k hornímu rohu listu.
Černá barva podle ústavy Východního Timoru představuje „tmářství, které je nutno překonat“, žlutá stopy kolonialismu v historii země, červená „úsilí za národní osvobození“ a hvězda „mír“ a „světlo, které provází“.

Rozměry východotimorské vlajky

## Historie
Od 16. století byla východní část ostrova portugalskou kolonií, poté na ni získali vliv nizozemští osadníci, ale později se dostal zpět pod portugalskou nadvládu. Hranice mezi západní (indonéskou) a východní (portugalskou) části ostrova byla přesně určena až za I. světové války, v roce 1916. Historicky se tak na Východním Timoru používaly vlajky portugalské, nizozemské, indonéské nebo vlajky OSN.

Portugalská vlajka Východního Timoru (1830–1910) Poměr stran: 2:3
Vlajka východotimorského guvernéra (1830 (?)–1975) Poměr stran: 2:3
Portugalská vlajka Východního Timoru (1910–1975) Poměr stran: 2:3
Návrh východotimorské vlajky (1967) Poměr stran: 2:3

28. listopadu 1975 vyhlásil Východní Timor nezávislost na Portugalsku (pod názvem Východotimorská lidově demokratická republika). Večer před dnem vyhlášení nezávislosti byla na hlavním náměstí v hlavním městě Dili, před rezidencí guvernéra, slavnostně spuštěna portugalská vlajka a vztyčena vlajka nezávislého Východního Timoru. Tato vlajka byla tvořena listem s bílým pruhem u žerdi (o šířce přibližně 1/3 délky vlajky) s černou, pěticípou hvězdou a s třemi pruhy: červeným, žlutým a červeným. Vlajka (není obrázek) byla odvozena z barev levicové politické strany FRETILIN.

Vlajka FRETILINu
Vlajka Národní rady timorského odporu (CNRT)

Již 7. prosince vyslal indonéský prezident Suharto do Dili vojska, 1. června 1976 byla země anektována a 17. července prohlášena 27. provincií Indonésie. Jednala tak na žádost východotimorské opozice z obav, že by oblast mohli ovládnout komunisté. V roce 1976 schválilo exilové vedení v australském Sydney  novou vlajku (o poměru stran 1:2), která byla shodná s vlajkou současnou. Autorem nového návrhu byl Natalino Leitao. Vlajka byla popsána v článku č. 20 ústavy. Na území Východního Timoru používaly různé osvobozenecké skupiny své vlajky, od dubna 1998 převládala vlajka Národní rady timorského odporu (Conselho Nacional de Resistência Timorense, CNRT).
Červená barva listu symbolizovala krev, prolitou meubery (obyvatele Východního Timoru se tak sami označují) za nezávislost na Portugalsku v letech 1910–1912. Černý, žerďový klín symbolizoval staletí útlaku, pověry, negramotnost a zaostalost. Bílá hvězda víru a žlutý klín oštěp svobody. Žlutá barva symbolizovala hlad a chudobu, které budou překonány.
5. srpna 1998 získal podpisem nového prezidenta Habibieho Východní Timor autonomii, 5. září 1999 pak podepsal indonéský prezident  dohodu o uspořádání referenda o statutu Východního Timoru. Vítězství zastánců nezávislosti vyvolalo občanskou válku a zemi převzala do dočasné správy OSN (UNTATET).

Indonéská vlajka Východního Timoru (1976–1999) Poměr stran: 2:3
Vlajka OSN Východního Timoru (1999–2002) Poměr stran: 2:3

12. prosince 2001 se zástupci Ústavodárného shromáždění dohodli o podobě státní vlajky a na znění příslušných ústavních článků. 22. března 2002 byla přijata ústava Demokratické republiky Východní Timor, v článku č. 15 byla potvrzena vlajka exilového vedení z roku 1976. 20. května 2002 pak byla formálně vyhlášena nezávislost.